# 김진만 (1971년)
김진만은 MBC 시사교양본부의 프로듀서이다.

## 프로필
- 본명 : 김진만
- 출생 : 1971년 6월 14일
- 출생지 :서울특별시
- 학력 : 1987년 ~ 1990년 배문고등학교 - 1990년 ~ 1996년 서울대학교 사회학과 학사
- 소속그룹 : MBC 시사교양본부 PD
- 수상 :
  - 2010년 제46회 백상예술대상 TV 작품상
  - 2010년 MBC 창사 49주년 기념식 공로상
  - 2010년 대한민국 콘텐츠어워드 방송영상그랑프리부문 문화체육관광부장관표창
  - 2011년 제2회 대한민국 서울문화예술대상 방송다큐 대상
  - 2012년 대한민국 콘텐츠 대상 방송영상그랑프리부문 대통령상

## 작품

### 방송
| 분류 | 방송사 | 제목                                     | 역할 | 기간            |
| ---- | ------ | ---------------------------------------- | ---- | --------------- |
| 방송 | MBC    | MBC PD수첩                               | 연출 | 1990년 ~ 2014년 |
| 방송 | MBC    | MBC 다큐스페셜                           | 연출 | 1999년 ~ 2014년 |
| 방송 | MBC    | MBC《닥터스》                            | 연출 | 2006년 ~ 2009년 |
| 방송 | MBC    | MBC다큐멘터리《네버엔딩스토리》          | 연출 | 2008년 ~ 2009년 |
| 방송 | MBC    | MBC다큐멘터리 《아마존의 눈물》          | 연출 | 2009년 ~ 2010년 |
| 방송 | MBC    | MBC다큐멘터리 《남극의 눈물》            | 연출 | 2011년 ~ 2012년 |
| 방송 | MBC    | MBC창사특집 《휴먼다큐멘터리 사랑 2012》 | 연출 | 2012년          |
| 방송 | MBC    | MBC《곤충, 위대한 본능》                 | 연출 | 2013년          |

### 영화
| 분류 | 방송사 | 제목                       | 역할 | 기간   |
| ---- | ------ | -------------------------- | ---- | ------ |
| 영화 | MBC    | 《아마존의 눈물 - 극장판》 | 연출 | 2010년 |
| 영화 | MBC    | 《황제펭귄 펭이와 솜이》   | 연출 | 2012년 |

### 도서
| 분류 | 방송사 | 제목                          | 역할 | 기간   |
| ---- | ------ | ----------------------------- | ---- | ------ |
| 도서 | MBC    | 《아마존의 눈물》             | 연출 | 2010년 |
| 도서 | MBC    | 《오늘도 세상 끝에서 외박중》 | 연출 | 2012년 |